# Merkwaardige kasteelen in Nederland
Merkwaardige kasteelen in Nederland is een zesdelig naslagwerk geschreven in de periode van 1852 tot 1861 door Jacob van Lennep en Willem Jacob Hofdijk. De reeks bespreekt de historische context van een klein veertigtal kastelen in Nederland.
De boeken zijn geïllustreerd met lithografische prenten van deze bouwwerken in glorietijden en in de herdruk van 1884 waren illustraties van wapenborden en banieren toegevoegd alsook extra afbeeldingen van de kastelen zelf. Sommige van de prenten waren door Hofdijk getekend voordat ze door P.W.M. Trap en andere artiesten in steendruk omgezet werden.

## Geschiedenis
Het naslagwerk bestaat uit een kleine veertigtal artikelen ('afleveringen') die in de periode van 1851 tot 1860 uitgeven waren in drie series van ca. vijftien afleveringen, in de eerste jaren nog onder de titel Voorname Kasteelen in Nederland. Later werden deze afleveringen getiteld als Merkwaardige kasteelen in Nederland en werden ze gebonden in twee delen per serie. De eerste druk van het naslagwerk was beperkt tot het aantal intekenaren, die bestond uit diverse edelen en met de toenmalige Nederlandse koning voorop.
Er was veel belangstelling voor de boeken en het werk is daarna nog diverse keren herdrukt: de eerste herdruk volgde in 1884, toen de serie in drie dubbel-delen werd uitgegeven. In de jaren 1970 verscheen een herdruk in zes delen. Er volgde nog een herdruk in 1983 (uitgeverij Foresta, Groningen) en in 2013 is een herdruk in één grote band verschenen.

## Inhoud
Van de eerste serie bevat deel 1 (1854) een inleiding, die handelt over het ontstaan en de ontwikkeling van het kasteel, over belegeringen en over de kasteelbewoners. Vervolgens worden de volgende kastelen besproken: kasteel Egmond, het kasteel van Brederode, kasteel Torenburg, het kasteel van Arkel, kasteel Westhove, kasteel Haemstede en kasteel Aldegonde. Deel 2 (1854) behandelt het kasteel van Heusden, het kasteel van Gemert, kasteel Monfoort, kasteel IJsselsteyn, het jachtslot het Loo en kasteel Ammersode.
In de tweede serie behandelt deel 3 (1855) De Stins Voorst, kasteel Rechteren, kasteel van Coevorde, het kasteel te Wedde, kasteel Ewsum en kasteel Lyauckama. Deel 4 (1857) behandelt kasteel Ter Coulster, Muiderslot, Slot Zuylen, het Kasteel Sandenburgh, kasteel Culemborg en het Valkhof aan de Waal.
In de derde en laatste serie behandelt deel 5 (1861) het Hof van 's Gravenhage, het kasteel van Ter Goude, Kasteel van Medemblik, Slot Loevestein, Kasteel van Sluys, kasteel Grave en kasteel Vreeland. Deel 6 (1861) behandelt het huis te Rozendaal, kasteel Duurstede, kasteel Toutenburgh, Jachtslot Teylingen, slot Schagen en kasteel Buchorst.

## Lof en kritiek

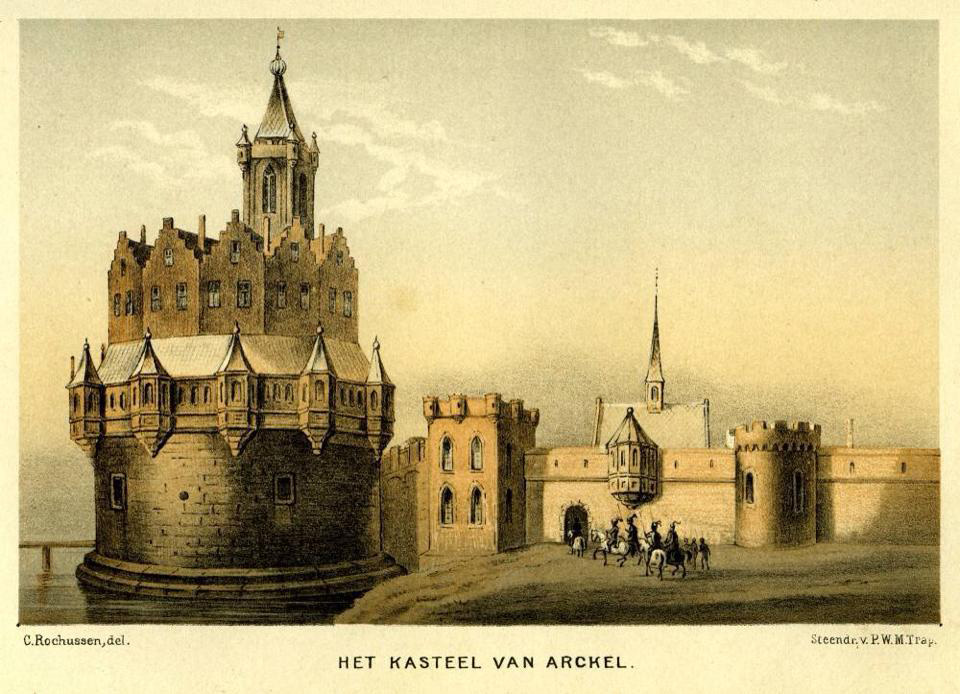
Een romantische kijk op het kasteel van Arkel alias de Blauwe Toren.

Merkwaardige kasteelen in Nederland heeft veel lof ontvangen voor de aantrekkelijke geschiedschrijving en de afbeeldingen. Het is sinds zijn verschijning een standaardwerk over kastelen in Nederland geworden waar nog altijd naar teruggegrepen wordt. Toch zijn er ook enkele kritiekpunten. De romantische insteek van de schrijvers en de soms wat vrije interpretatie van middeleeuwse poëzie waarop ze zich niet zelden hebben gebaseerd, heeft er toe geleid dat zowel de afbeeldingen en tekst van het werk hier en daar met een korreltje zout genomen moet worden.
Zo zou volgens Hofdijk Johanna van Polanen, toen ze veertien jaar oud was, soms verblijven op het kasteel de Slotbossetoren bij Oosterhout, hetgeen zou kunnen kloppen. Maar dat ze daar bemind werd door een minstreel die haar regelmatig toezong aan de voet van het kasteel, lijkt geheel te zijn ontsproten uit een romantische fantasie van de auteur.
Charles Rochussen's romantische interpretatie van het kasteel van Arkel werd in stijl van de schrijvers opgenomen in de betreffende aflevering van deel 1. De schrijvers schreven daarbij echter over het geslacht van Arkel, daarmee onjuist de suggestie wekkend dat de afbeelding die van het kasteel van Arkel was toegevoegd iets met deze adellijke familie van doen had: het ging namelijk om het kasteel van Willem VI van Beieren die sinds 1412 heer van Arkel was.
Behalve de twijfels over de historische betrouwbaarheid hier en daar, wordt nergens getwist over de originaliteit van het werk. Toch lijkt er geleund te zijn op eerder werk. Zo is in elk geval de aflevering over kasteel Lyauckama grotendeels een nagenoeg letterlijke kopie van Van der Aa's Burgen en Kasteelen, een publicatie van een klein decennium eerder, waarin de geschiedenis van dat kasteel verhandeld wordt.